# Lombeek-Notre-Dame
Lombeek-Notre-Dame (en néerlandais Onze-Lieve-Vrouw-Lombeek) est une section de la commune belge de Roosdaal située en Région flamande dans la province du Brabant flamand. C'était une commune à part entière avant la fusion des communes de 1965.

## Démographie

### Évolution démographique
- Sources : INS, Rem. : 1831 jusqu'en 1961 = recensements[2].

## Monuments
- L'église Notre-Dame, de style gothique, possède la particularité d'avoir un clocher tors qui serait le seul répertorié en Région flamande.

- La localité possède aussi un remarquable moulin à vent, le "Hertboommolen", également surnommé "Moulin tragique" (ou en néerlandais "tragische molen") en raison de différents crimes sanglants qui y sont survenus. Il est aussi parfois appelé "Zepposmolen", allusion au feuilleton Kapitein Zeppos qui passait à la BRT dans les années 1960 et qui fut en grande partie tourné au moulin.

## Personnalités liées
- Frans Van Cauwelaert (1880-1961), homme politique belge, y est né.
- Théophile Vossen, brasseur, inventeur de la Mort Subite et par ailleurs cousin germain de Frans Van Cauwelaert, y est né.
- Ghislain Walravens (1880-1955), prêtre, résistant et espion lors de la Première Guerre mondiale, y est également né.